# Chico Fraga
Francisco Fraga da Silva, detto Chico Fraga (Porto Alegre, 2 ottobre 1954), è un ex calciatore brasiliano, di ruolo difensore.

## Caratteristiche tecniche
Giocava come difensore, ricoprendo il ruolo di terzino sinistro. Il suo stile di gioco era simile a quello di Marinho Chagas, suo contemporaneo, votato dunque all'attacco.

## Carriera

### Club
Debuttò in campionato il 12 novembre 1975 all'Estádio do Arruda contro il Santa Cruz, subentrando a Vacaria. Fu poi impiegato nella fase finale del torneo, disputando anche la partita decisiva contro il Cruzeiro da titolare. Nel 1976 fu invece impiegato più di rado, e alla fine della stagione le presenze assommate furono tre. Passò poi al Náutico, ove giocò con continuità le edizioni 1977 e 1978 del Brasileirão. Tra il 1978 e il 1979 fu nella rosa del San Paolo, senza tuttavia arrivare a giocare una partita di massima serie nazionale. Nel 1980 ebbe un discreto successo con il Fluminense, vincendo il campionato statale carioca. Passato al Colorado, vi disputò il campionato del 1981, mentre nel 1982 il suo nome figurava nell'organico del Joinville. Nel 1983 presenziò nuovamente con la casacca del Colorado, mentre nel 1984 fu il Brasil di Pelotas a ottenerne i servigi. Si ritirò poi nel 1988 con il Guarani-VA.

### Nazionale
Chico Fraga giocò a lungo per la Nazionale olimpica brasiliana ma non ebbe mai un'opportunità con la selezione maggiore. Il suo debutto con la formazione Under-23 avvenne contro l'El Salvador il 15 ottobre 1975 durante i VII Giochi panamericani: entrò a partita in corso, sostituendo Tiquinho del Botafogo. Nel prosieguo della competizione fu schierato da titolare, riuscendo anche a segnare contro il Nicaragua, nell'agevole vittoria per 14-0. Al termine della competizione, Brasile e Messico furono dichiarati egualmente vincitori della medaglia d'oro. In seguito a tali prestazioni ai Panamericani, il tecnico Zizinho decise d'includerlo anche nella lista dei convocati per il Torneo Pre-Olimpico sudamericano del 1976: ancora una volta, Chico Fraga fu stabilmente titolare. Il Brasile si laureò nuovamente campione, e si qualificò pertanto a Montréal 1976. Anche nel corso del torneo Olimpico ufficiale Chico Fraga fu convocato, stavolta dal nuovo CT Cláudio Coutinho. Il terzino sinistro disputò quattro incontri dall'inizio, saltando l'ultimo contro l'Unione Sovietica.

## Palmarès

### Club

#### Competizioni statali
- Campionato Gaúcho: 2

Internacional: 1975, 1976
- Campionato Carioca: 1

Fluminense: 1980

#### Competizioni nazionali
- Campionato brasiliano: 2

Internacional: 1975, 1976

### Nazionale
- Giochi panamericani: 1

Città del Messico 1975
- Torneo Pre-Olimpico CONMEBOL: 1

1976